# Џорџија Тејлор
Клер Џексон (26. фебруар 1980) познатија под уметничким именом "Џорџија Тејлор" је британска телевизијска и филмска глумица.
Тејлорова је најпознатија по улози Кејт Баркер у серији Ред и закон: Велика Британија.